# Grover Washington, Jr.
Grover Washington, Jr. (12. prosince 1943 Buffalo, New York – 17. prosince 1999 New York, New York) byl jazz-funk a soul-jazzový saxofonista. Společně s Georgem Bensonem, Davidem Sanbornem, Chuckem Mangionem, Herbem Alpertem a kapelou Spyro Gyra, patří mezi kmotry smooth jazzu.
Jeho nejznámější píseň je „Just the Two of Us“ (s Billem Withersem), která ještě v současných dobách obíhá rádiové stanice.
Grover hrál na černé poniklované saxofony, včetně SX90R alto, SX90R tenor a soprano saxofonu.

## Biografie
Washington se narodil v Buffalu v New Yorku. Jeho matka byla kostelní zpěvačka a jeho otec byl saxofonista a sběratel starých gramofonových jazzových desek. Vyrůstal tedy s velikány typu Benny Goodman, Fletcher Henderson. Jeho otec mu dal saxofon ve věku osmi let.
Zemřel v CBS studiu hned po tom, co nahrál čtyři písně pro ranní pořad CBS. Přišlo se na to, že to byl infarkt. Bylo mu 56 let.